# Мародёр (игра)
| Сводный рейтинг       | Сводный рейтинг |
| Агрегатор             | Оценка          |
| --------------------- | --------------- |
| MobyRank              | 4,2/5           |
| Русскоязычные издания |                 |
| Издание               | Оценка          |
| Absolute Games        | 63/100          |
| PlayGround.ru         | 8,7/10          |
| «Игромания»           | 7,5/10          |

| Системные требования | Системные требования         | Системные требования           |
| -------------------- | ---------------------------- | ------------------------------ |
|                      | Минимальные                  | Рекомендуемые                  |
| Windows              |                              |                                |
| ОС                   | Windows XP/Vista/7/8/8.1     | Windows XP/Vista/7/8/8.1       |
| ЦПУ                  | Pentium 4/Athlon XP 2 ГГц    | Pentium 4/Athlon XP 2.6 ГГц    |
| Объём ОЗУ            | 512 Мб                       | 1 Гб                           |
| Место на диске       | 3 Гб                         | 3 Гб                           |
| Видеокарта           | 3D-ускоритель с 64 Мб памяти | 3D-ускоритель со 128 Мб памяти |

«Мародёр» (также известна как Man of Prey) — компьютерная игра в жанре тактическая ролевая игра, разработанная российской компанией Apeiron и выпущенная совместно с компанией Buka Entertainment для платформы Microsoft Windows в 2009 году. Сюжет игры создан по мотивам книги Беркема аль Атоми «Мародёр». В игре много багов и недоделок, существуют вырезанные сцены и квесты. Официальная поддержка проекта прекращена в 2010, в связи с распадом компании Apeiron.

## История создания
- 11 декабря 2008 года компания «Бука» объявила набор добровольцев для проведения бета-тестирования проекта «Мародёр»[3].
- 13 января 2009 года начал работу официальный сайт проекта.
- 10 сентября 2009 состоялся официальный релиз игры «Мародёр».
- 25 сентября 2009 года вышел патч версии 1.2, исправляющий ряд ошибок оригинальной версии.
- 23 ноября 2009 года вышел последний официальный патч версии 1.3.
- В начале 2010 года компания «Апейрон» прекратила своё существование из-за финансовых и иных проблем, тем самым проект остался без официальной поддержки.

## Сюжет
В России пришли к власти проамериканские силы, и в страну были введены американские «миротворцы» для «наведения порядка и окончательного провозглашения демократии». На деле же, иноземцев интересовали лишь природные ресурсы.
Поддержание порядка и благополучия гражданского населения не входило в задачи военного контингента. После самороспуска органов управления, военных и милиции, большая часть населения провинциального уральского городка «Тридцатки» погрязла в кровопролитной гражданской войне.

Игрок выступает в роли мародёра Ахмета, которому предстоит выжить в сложившейся ситуации. Начав игру с двустволкой и кучкой патронов, игроку предстоит собрать «семью» (отряд от одного до четырёх человек), вооружить её и выжить в условиях постоянной войны «всех против всех». 

## Статьи
- Кирилл Волошин. Вердикт > Мародер (Ru) // Игромания : журнал. — 2009. — № 10 (145). — ISSN 1560-2580.
- Кирилл Волошин. В разработке > Мародёр (Ru) // Игромания : журнал. — 2008. — № 11 (134). — ISSN 1560-2580.